# Matías Arranz
Matías Arranz Aparicio (Vadocondes, 24 de febrero de 1914 - 13 de agosto de 2008) fue un activista antisfacista que luchó en la guerra civil española en defensa de la legalidad republicana integrado en las Brigadas Internacionales y en la Segunda Guerra Mundial dentro del ejército francés. Superviviente de dos de los campos de concentración nazis más duros, Mauthausen y Gusen, donde permaneció cuatro años.
De joven se marchó a vivir a Madrid, donde se afilió a la Unión General de Trabajadores (UGT) y a las Juventudes Socialistas Unificadas (JSU). Al producirse el golpe de Estado de julio de 1936 que dio lugar a la Guerra Civil se incorporó como miliciano voluntario al ejército, siendo herido en Illescas dentro de la batalla de Madrid. Recuperado, en 1937 fue destinado a las Brigadas Internacionales, dentro de la XIII Brigada Dombrowski, combatiendo en las batallas de Guadalajara, Teruel y Ebro.
Poco antes de finalizar la guerra huyó al exilio en Francia. Al declararse la Segunda Guerra Mundial, su experiencia en combate hizo que el ejército francés lo incorporase a sus filas. Combatió frente a la Alemania Nazi en los frentes de las Ardenas y París, siendo capturado en junio de 1940. Al igual que muchos otros republicanos españoles, al no ser reconocidos por la dictadura franquista como "españoles" y dejarlos en las manos de los nazis, fue internado, primero en el campo de concentración de Mauthausen, para ser enviado más tarde al de Gusen. Allí pasó cuatro años, hasta la liberación del campo el 5 de mayo de 1945. De su estancia allí, donde se moría de hambre, en las cámaras de gas o se desaparecía en los que llamó "autobuses fantasmas", señalaría que "solo se puede escapar de ese infierno con una combinación de fuerza de voluntad y de suerte".
No pudiendo regresar a España, se estableció en Perpiñán, y dedicó buena parte de su vida a dar testimonio del horror del fascismo y el nazismo, mientras trabajaba como tornero. Casado y padre de tres hijos, en 2001 regresó brevemente a España en los actos de homenaje a las Brigadas Internacionales. En 2005 intervino denunciando el fascismo en el memorial celebrado en el campo de Mauthausen con motivo del 60 aniversario de su liberación.